# Carlos Franzetti
Carlos Alberto Franzetti (født 3. juni 1948 i Buenos Aires, Argentina) er en argentinsk komponist, dirigent, pianist, arrangør og producer.
Franzetti studerede komposition på det National Musikkonservatorium i Buenos Aires som 6 årig. Han studerede herefter både klaver og komposition videre privat hos forskellige komponister. Han studerede også hos komponisten Humberto Hernandez Medrano i Mexico, og direktion i USA på Juilliard School of Music. Franzetti har skrevet en symfoni, orkesterværker, kammermusik, koncertmusik, filmmusik, jazzmusik, popmusik etc. Han fik to Grammy Awars for sin indspilning Poeta de Arrabal. 

## Udvalgte værker
- Symfoni nr. 1 (1992-1995) - for orkester
- Klaverkoncert (1992) - for klaver og orkester
- "Mambo Kongerne" (1992) - filmmusik
- "Poeta de Arrabal" (2003) - orkestermusik
- "Indtryk før Solnedgang" (1995) - orkestermusik
- Klaverkoncert (1992) - for klaver og orkester